# Saint-Séverin-d'Estissac
Saint-Séverin-d'Estissac là một xã, nằm ở tỉnh Dordogne vùng Aquitaine của Pháp. Xã này có diện tích 5,31 km², dân số năm 2004 là 63 người. Xã nằm ở khu vực có độ cao trung bình 171 m trên mực nước biển.

## Thông tin nhân khẩu
| Năm    | 1962 | 1968 | 1975 | 1982 | 1990 | 1999 | 2004 |
| ------ | ---- | ---- | ---- | ---- | ---- | ---- | ---- |
| Dân số | 77   | 65   | 51   | 56   | 55   | 51   | 63   |